# Przejście graniczne Osinów Dolny-Hohenwutzen
Przejście graniczne Osinów Dolny-Hohenwutzen – istniejące w latach 2004–2007 polsko-niemieckie drogowe przejście graniczne położone w województwie zachodniopomorskim, w powiecie gryfińskim, w gminie Cedynia, w miejscowości Osinów Dolny.

## Opis
Przejście graniczne Osinów Dolny-Hohenwutzen z miejscem odprawy granicznej po stronie polskiej w miejscowości Osinów Dolny zostało utworzone 1 marca 1993. Czynne było całą dobę. Dopuszczony był ruch osobowy (z wyłączeniem autobusów). 5 marca 2005 rozszerzono o ruch towarowy pojazdami, o dopuszczalnej masie całkowitej do 3,5 tony i mały ruch graniczny. Kontrolę graniczną osób, towarów i środków transportu wykonywała kolejno: Graniczna Placówka Kontrolna Straży Granicznej w Osinowie Dolnym (GPK SG w Osinowie Dolnym), Placówka Straży Granicznej w Osinowie Dolnym (Placówka SG w Osinowie Dolnym). Do przejścia granicznego można było dojechać drogą wojewódzką nr 124.
21 grudnia 2007 na mocy układu z Schengen przejście graniczne zostało zlikwidowane.

## Galeria

Przejście graniczne Osinów Dolny-Hohenwutzen
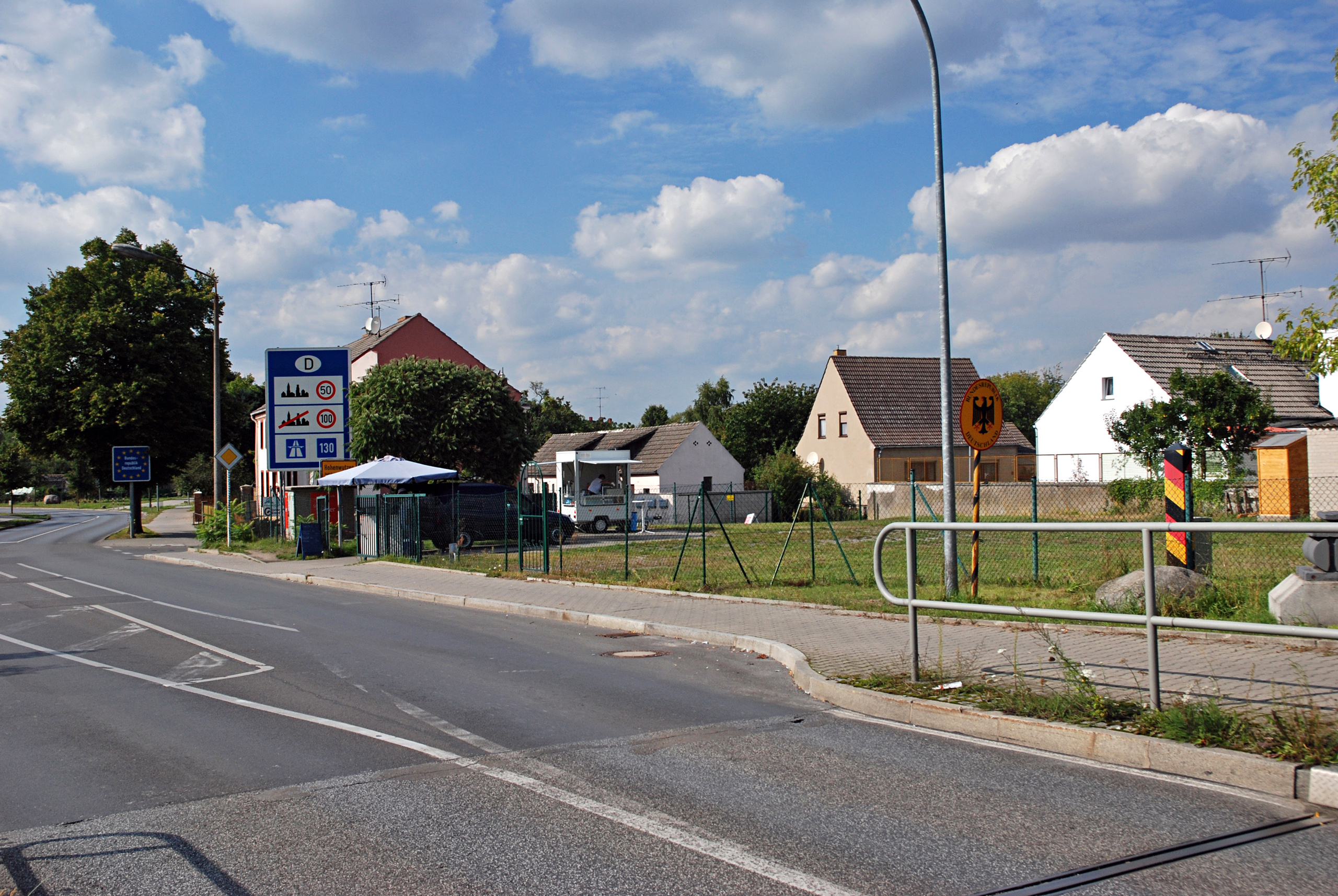
Widok po stronie niemieckiej (wrzesień 2008)
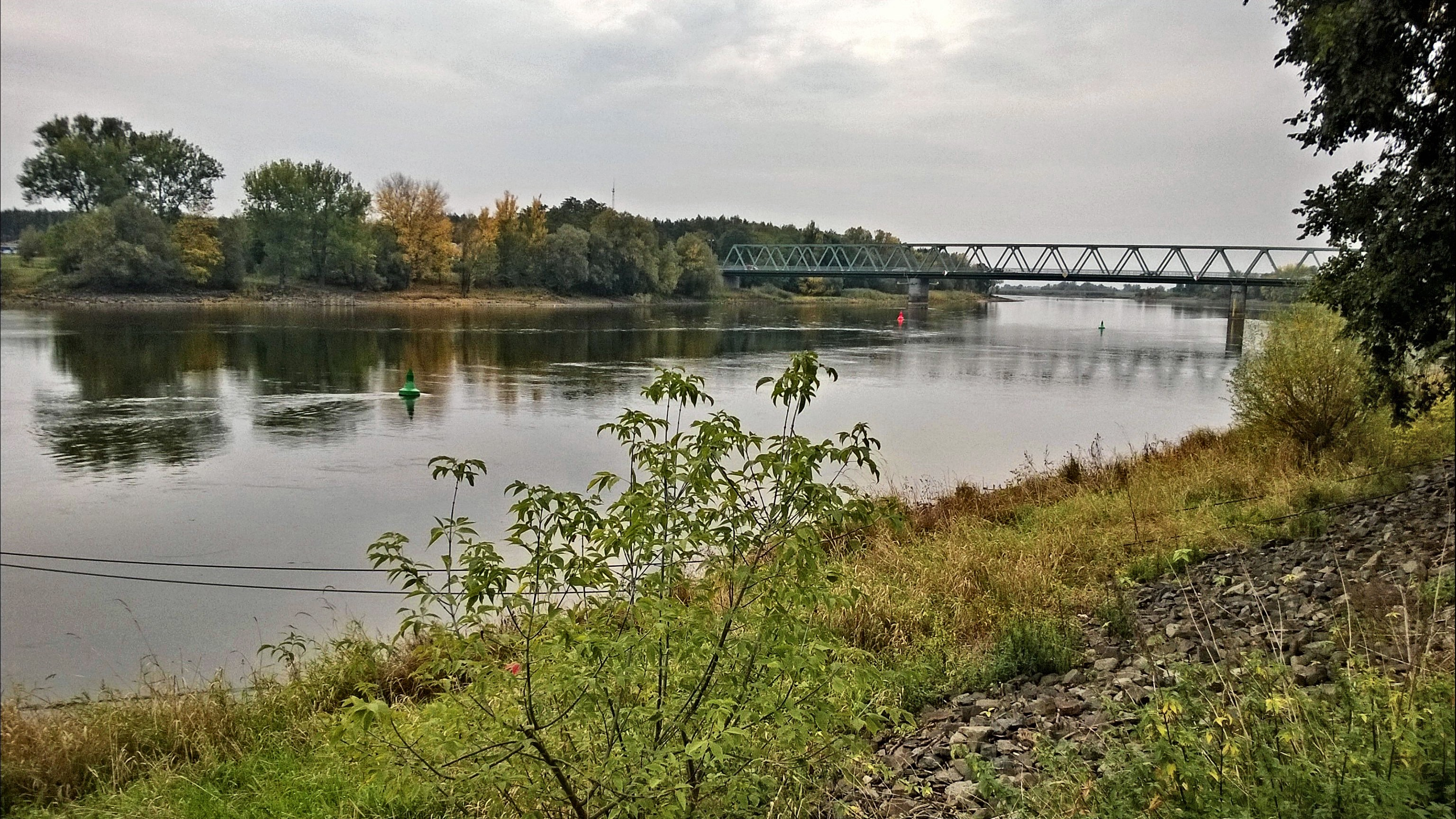
Most graniczny na Odrze (październik 2015)